# 五羰基钌
五羰基钌是一种有机钌化合物，化学式为Ru(CO)5。它是无色对光敏感的液体，在室温放置时迅速脱去一氧化碳。它可用于金属羰基配合物的合成研究。

## 制备及性质
五羰基钌最初由钌化合物在还原剂的存在下羰基化得到，后来有了十二羰基三钌光化学反应制法：
Ru3(CO)12  +  3 CO   ⇌   3 Ru(CO)5
它的红外谱的νCO在2038和2003 cm−1处（己烷溶液）有两处强峰。
它和八羰基二钴在一氧化碳气氛中反应，再经盐酸酸化，可以得到红色的Co3RuH(CO)12：
4 Ru(CO)5 + 7 Co2(CO)8 → 2 Co*[Co3Rh(CO)12]2 + 28 CO
Co*[Co3Rh(CO)12]2 + 2 HCl → 2 Co3RuH(CO)12 + CoCl2 （其中Co*表示溶剂化的Co(II)离子）
它和Pt(COD)2反应，可以得到紫色的Pt2Ru4(CO)18，这种物质可以进一步和氢气反应，得到Pt3Ru6(CO)21(μ3-H)(μ-H)3：
4 Ru(CO)5 + 2 Pt(COD)2 → Pt2Ru4(CO)18 + 2 CO + 4 COD （COD为1,5-环辛二烯）
3 Pt2Ru4(CO)18 + 4 H2 → 2Pt3Ru6(CO)21H4 + 12 CO